# 一円を笑う者は一円に泣く
一円を笑う者は一円に泣く（いちえんをわらうものはいちえんになく）は、日本のことわざ。

## 概要
一円を馬鹿にして笑うような人は、一円で困るようになる。このため小額の金銭でも粗末にしてはいけないということを意味する。一銭を笑う者は一銭に泣くとも。

### 歴史

#### 戦前
1919年逓信省為替貯金局によって、貯蓄を奨励する標語が公募される。その際に大阪在住の人物による「一銭を笑う者は一銭に泣く」という作品が2等に選ばれて、これがことわざとして定着した。逓信省為替貯金局に標語として定められたものの中で最も古いものでもある。ジャパンナレッジの記事では、1等になった作品も時代を感じさせるが、これに比べて「一銭を笑う者は一銭に泣く」は標語の目的の枠を超えて秀逸で普遍的であり、これのみが後世に残っていることにもうなずけるとされている。

#### 現代
2017年に鳥取県で遺跡が発見された際に、大量の銭貨も見つかる。見つかった銭貨は良い状態であり、これに対して鳥取県埋蔵文化財センター の小口英一郎は当時も「一銭を笑う者は一銭に泣く」であるとして金銭を大事にする思いは当時も今も変わらないと述べる。
2018年に東証マネ部!によって行われたビジネスマンが思わずうなずく金に関することわざの調査での順位は「一銭を笑う者は一銭に泣く」は6位であった。
2023年に放送されたトクメイ!警視庁特別会計係で主演を演じた橋本環奈は、「一円を笑う者は一円に泣く」のように一円を大切にするキャラクターを演じられたと述べる。